# Buchen- und Bruchwälder bei Einsiedelei und Apollmicke
Das Naturschutz- und FFH-Gebiet Buchen- und Bruchwälder bei Einsiedelei und Apollmicke befindet sich auf dem Gebiet von Kirchhundem, Lennestadt und Olpe im Kreis Olpe in Nordrhein-Westfalen. Es liegt in den Gemarkungen Rahrbach (Kirchhundem), Kirchveischede (Lennestadt) und Rhode (Olpe). Das rund 296 Hektar große, zweigeteilte und weitgehend bewaldete Gebiet trägt die NSG-Kennung OE-002. Teilbereiche wurden erstmals 1932 unter Schutz gestellt. 2004 hat die Bezirksregierung Arnsberg das Gebiet per Verordnung als NSG erneut ausgewiesen. Das Gebiet wurde 2020 mit dem Landschaftsplan Nr. 5 Rothaarvorhöhen zwischen Olpe und Altenhundem durch den Kreistag des Kreises Olpe zum dritten Mal als NSG ausgewiesen. Das Naturschutzgebiet liegt südwestlich der Kernstadt Lennestadt und nordöstlich der Kernstadt Olpe zwischen der B 55 und der B 517, bzw. zwischen dem Veischede- und dem Olpetal. Der Olper Ortsteil Apollmicke liegt mitten im Naturschutzgebiet; der Lennestädter Ortsteil Einsiedelei liegt im östlichen Bereich. Große Teile des Naturschutzgebiets sind auch als FFH-Gebiet Buchen- und Bruchwälder bei Einsiedelei und Apollmicke (Kennung DE-4913-301) ausgewiesen. Dadurch gehören diese Bereiche zum europäischen Schutzgebietsnetz Natura 2000. Das NSG wird durch das Apollmicketal, wobei der Bach Apollmicke im NSG entspringt, in dem Grünlandbereiche liegen und eine Hochspannungsleitung verläuft, in zwei Teile geteilt.

## Gebietsbeschreibung
Im Gebiet liegen hauptsächlich artenreiche Buchenwälder unterschiedlicher Altersstadien, mit bei Ausweisung bis zu 190 Jahre alten Buchen. Dazu kommen Birken-Moor-Wälder und Erlen-Auenwälder. Im Wald entspringen zahlreiche Quellbäche, die teilweise von Erlen-Auenwäldern gesäumt werden. Bei Einsiedelei liegt ein großflächiger Quellbereich mit einem torfmoos-, struktur- und artenreichen Erlen-Auenwald, der sich in Richtung Birken-Moorwald entwickelt. Ein weiterer, kleinerer Birken-Moorwald beherbergt ein größeres Königsfarn-Vorkommen. Im Jahr 2012 wurde im NSG ein Wildnisentwicklungsgebiet (WG-OE-0002) ausgewiesen. Seither werden diese Bereiche nicht mehr bewirtschaftet.
Das NSG hat auch kulturhistorische Bedeutung wegen einer Vielzahl anthropogener Geländeveränderungen wie Grenzwälle, Hohlwegrelikte, Meilerplatten und Bergbaurelikten. Bei den Bergbaurelikten handelt es sich um Verhüttungsplätze, Pingen, Stollen und Bergbauhalden. Stockausschläge in den
Laubwäldern weisen auf die ehemalige Niederwaldnutzung hin. Bei dem Offenlandbereich um Einsiedelei, vegetationskundlich wertvollen Grünlandflächen, handelt es sich um eine historische Rodungsinsel. Zum Schutz dieser Grünlandbereiche ist es verboten diese umzubrechen, wobei auch ein Pflegeumbruch verboten ist, „sie mehr als 2-mal jährlich zu mähen, auf ihnen Nachsaaten vorzunehmen, Pflanzenschutzmittel einzusetzen und auf ihnen in der Zeit vom 01.03. bis 15.07. zwischen Sonnenuntergang und Sonnenaufgang Bewirtschaftungsmaßnahmen durchzuführen.“ Im Bereich Einsiedelei liegen im Wald verlandete Fischteiche.
Das Biotopkataster vom Landesamt für Natur, Umwelt und Verbraucherschutz Nordrhein-Westfalen führt zum NSG auf: „Das landesweit bedeutsame Naturschutzgebiet ist das größte zusammenhängende Buchenwald-Gebiet im mittleren und westlichen Sauerland. Als großer Laubwald-Biotopkomplex innerhalb der vorherrschenden Fichtenwald-Landschaft der Südsauerländer Rothaarvorhöhen ist das Waldreservat ein zentraler Refugialraum und ökologischer Trittstein im landesweiten Biotopverbund zwischen den großen Buchenwald-Schutzgebieten des Rothaargebirges im Osten, des Arnsberger Raumes im Norden und des Bergischen Landes im Westen. Die Erhöhung des Laubwaldanteils, die Förderung alt- und totholzreicher Waldentwicklungsstadien und der weitgehende Nutzungsverzicht der Feuchtwälder ist für das gesamte Schutzgebiet von herausragender Bedeutung.“

## Tier- und Pflanzenarten im NSG
Es kommen Vogelarten wie Raufußkauz, Schwarzstorch sowie Grau- und Schwarzspecht vor.
Im Schutzgebiet befindet sich das einzige Vorkommen des Kleinen Zweiblatts in Nordrhein-Westfalen. Auswahl weiterer vom Landesamt für Natur, Umwelt und Verbraucherschutz Nordrhein-Westfalen dokumentierter Pflanzenarten im Gebiet: Adlerfarn, Ährige Teufelskralle, Alpen-Hexenkraut, Bach-Quellkraut, Bachbunge, Behaarte Segge, Bergfarn, Bitteres Schaumkraut, Blauer Eisenhut, Bleiche Segge, Blutwurz, Braun-Segge, Breitblättriger Dornfarn, Buchenfarn, Buschwindröschen, Draht-Schmiele, Echter Wurmfarn, Echtes Mädesüß, Einbeere, Flatter-Binse, Frauenfarn, Fuchssches Greiskraut, Gegenblättriges Milzkraut, Geflecktes Knabenkraut, Gewöhnliche Goldnessel, Gewöhnliche Pestwurz, Gewöhnlicher Dornfarn, Gewöhnlicher Gilbweiderich, Goldenes Frauenhaarmoos, Gras-Sternmiere, Grau-Segge, Großer Wiesenknopf, Großes Hexenkraut, Hain-Gilbweiderich, Heidelbeere, Hirse-Segge, Hunds-Straußgras, Igel-Segge, Kleiner Baldrian, Knöterich-Laichkraut, Kriechender Günsel, Kuckucks-Lichtnelke, Königsfarn, Magerwiesen-Margerite, Moor-Birke, Moor-Labkraut, Pfennigkraut, Quellmoos, Quell-Sternmiere, Quirlblättrige Weißwurz, Rippenfarn, Roter Fingerhut, Ruprechtskraut, Salbei-Gamander, Schnabel-Segge, Schwimmendes Laichkraut, Schönes Widertonmoos, Siebenstern, Spitzblütige Binse, Sprossender Bärlapp, Sumpfdotterblume, Sumpf-Labkraut, Sumpf-Pippau, Sumpf-Veilchen, Sumpf-Vergissmeinnicht, Sumpf-Weidenröschen, Teufelsabbiss, Wald-Engelwurz, Waldgeißblatt, Wald-Schachtelhalm, Wald-Segge, Wald-Ziest, Wasserdost, Wiesen-Knöterich, Wiesen-Schaumkraut, Winkel-Segge und Zweiblättrige Schattenblume.

## Schutzzweck
Laut Landschaftsplan erfolgte die Ausweisung:
- „zur Erhaltung, Entwicklung und Wiederherstellung überregional bedeutsamer Lebensräume seltener und gefährdeter sowie landschaftsraumtypischer Tier- und Pflanzenarten innerhalb eines großflächigen Waldkomplexes. In ihrer natürlichen Vergesellschaftung sind insbesondere zu schützen (mit Angabe der FFHLebensraumtypen): Hainsimsen-Buchenwälder in ihren standörtlich verschiedenen Ausprägungen (9110), Erlen-Eschen- und Weichholz-Auenwälder (91E0, prioritärer Lebensraum), naturnahe Quellbereiche, Bach- und Talabschnitte, Moorwälder (91D0, prioritärer Lebensraum), Feucht- und Nasswiesen/- weiden sowie stehende und fließende Gewässer (3260), Glatthafer- und Wiesenknopf-Silgenwiesen (6510),“
- „aus wissenschaftlichen, naturgeschichtlichen und landeskundlichen Gründen, insbesondere zur Erhaltung der Relikte des historischen Bergbaus, der Grenzwälle sowie einer Rodungsinsel als Standort einer wüst gefallenen Einsiedelei,“
- „wegen der Seltenheit, besonderen Eigenart und hervorragenden Schönheit des Gebietes,“
- „zur Sicherung als Kernfläche im Biotopverbund.“[2]

## Gebote
Für das NSG wurden fünf spezielle Gebote erlassen:
- „eine extensive landwirtschaftliche Nutzung der Grünlandstandorte (Mahd, Beweidung) zu gewährleisten,“
- „den Alt- und Totholzanteil zu erhalten und zu vermehren,“
- „Waldbestände (insbesondere Moor- und Auenwälder) weitgehend der natürlichen Entwicklung zu überlassen und nur bei einer Gefährdung der Lebensräume einzugreifen,“
- „Nadelholzbestände, welche Biotoptypen nach § 30 BNatSchG i .V. m. § 42 LNatSchG gefährden, oder nadelholzbestockte zugreifen,Flächen, die standörtlich günstige Bedingungen für die Entwicklung seltener Waldgesellschaften bieten, vorrangig in Laubholzbestände aus lebensraumtypischen Laubholzarten umzuwandeln (Festsetzung nach § 12 LNatSchG),“
- „zum Schutz der historischen anthropogenen Geländeformen in den bedeutsamen Kulturlandschaftsbereichen forstliche Erschließungsmaßnahmen mit der LWL – Archäologie für Westfalen, Außenstelle Olpe, abzustimmen,.“[2]